# Petrozavodsk Karelian Gunners 2022
Questa voce raccoglie le informazioni riguardanti i Petrozavodsk Karelian Gunners nelle competizioni ufficiali della stagione 2022.

## Roster
| Roster dei Petrozavodsk Karelian Gunners (2022) |
| --- |
| Quarterback - 7 Vadim Borisov - 37 Sergej Kornev Running Back - Ivan Veselov - Nikita Tiškin - 20 Daniil Ivanov Wide Receiver - Denis Lobanov - Matvej Plotnikov - Dmitrij Ponomarev - 9 Grigorij Voronov - 11 Anton Injutkin - 18 Arsenij Kondjukov Offensive Linemen - Konstantin Sapižak C - Viktor Fedin OT - 55 Jurij Kušnir G - 73 Konstantin Sucharev G - 75 Ambarcum Gogorjan C - 87 Igor' Burkin G Defensive Linemen - Leonid Diankov DT - Konstantin Teplov DE - 77 Kirill Volov DT - 95 Dmitrij Bulelyk DE Linebacker - Aleksandr Borodin - Anton Kuljaev - Maksim Maruseev - 44 Nikita Galov - 81 Viktor Davidenko - 93 Danila Andronov Defensive Back - Georgij Gerasimov SS - Michail Gromov CB - Maksim Ponomarev CB - Jurij Prokopčenko SS - Mark Fink CB - 1 Aleksej Galajda CB - 45 Dmitrij Magoev CB - 91 Denis Denisov CB Special Team |

## EESL Pervaja Liga 2022

### Stagione regolare
| Zelenograd 9 maggio 2022, ore 13:00 1ª giornata | Moscow Dragons | 10 – 30 (0-8 10-8 0-6 0-8) referto | Petrozavodsk Karelian Gunners | Stadio del Rugby\| Arbitro: \| Smirnov \| |
| Arbitro:                                        | Smirnov        |                                    |                               |                                           |

| Petrozavodsk 5 giugno 2022, ore 13:30 3ª giornata | Petrozavodsk Karelian Gunners | 47 – 6 (20-6 13-0 6-0 8-0) referto | Vologda Vikings | Stadion Spartak\| Arbitro: \| D. Zacharov \| |
| Arbitro:                                          | D. Zacharov                   |                                    |                 |                                              |

| Petrozavodsk 3 luglio 2022, ore 13:00 5ª giornata | Petrozavodsk Karelian Gunners | 34 – 10 (6-0 14-0 0-7 14-3) referto | Moscow Dragons | Stadion Spartak\| Arbitro: \| D. Zacharov \| |
| Arbitro:                                          | D. Zacharov                   |                                     |                |                                              |

| Vologda 17 luglio 2022, ore 13:00 6ª giornata | Vologda Vikings | 25 – 24 (7-2 6-8 0-14 12-0) referto | Petrozavodsk Karelian Gunners | Stadion Dinamo\| Arbitro: \| Čechov \| |
| Arbitro:                                      | Čechov          |                                     |                               |                                        |

### Playoff
| Odincovo 6 agosto 2022, ore 16:30 Semifinale | Petrozavodsk Karelian Gunners | 32 – 33 (6-13 14-7 6-0 6-13) referto | Perm Steel Tigers | Stadion Central'nyj\| Arbitro: \| D. Zacharov \| |
| Arbitro:                                     | D. Zacharov                   |                                      |                   |                                                  |

| Odincovo 7 agosto 2022, ore 11:00 Finale 3º - 4º posto | Nizhnij Novgorod Raiders 52 | 7 – 19 (0-0 0-13 7-0 0-6) referto | Petrozavodsk Karelian Gunners | Stadion Central'nyj\| Arbitro: \| D. Zacharov \| |
| Arbitro:                                               | D. Zacharov                 |                                   |                               |                                                  |

## Statistiche di squadra
| Competizione      | %Vittorie | In casa | In casa | In casa | In casa | In casa | In casa | In trasferta | In trasferta | In trasferta | In trasferta | In trasferta | In trasferta | Totale | Totale | Totale | Totale | Totale | Totale |
| Competizione      | %Vittorie | G       | V       | N       | P       | Pf      | Ps      | G            | V            | N            | P            | Pf           | Ps           | G      | V      | N      | P      | Pf     | Ps     |
| ----------------- | --------- | ------- | ------- | ------- | ------- | ------- | ------- | ------------ | ------------ | ------------ | ------------ | ------------ | ------------ | ------ | ------ | ------ | ------ | ------ | ------ |
| Stagione regolare | .750      | 2       | 2       | 0       | 0       | 81      | 16      | 2            | 1            | 0            | 1            | 54           | 35           | 4      | 3      | 0      | 1      | 135    | 51     |
| Playoff           | .500      | 1       | 0       | 0       | 1       | 32      | 33      | 1            | 1            | 0            | 0            | 19           | 7            | 2      | 1      | 0      | 1      | 51     | 40     |
| Totale            | .667      | 3       | 2       | 0       | 1       | 113     | 49      | 3            | 2            | 0            | 1            | 73           | 42           | 6      | 4      | 0      | 2      | 186    | 91     |

## Statistiche personali

### Marcatori
| Giocatore  | Ruolo | TD rush | TD recv | TD int | TD p.ret | TD k.ret | TD oth | Xp1 | Xp2 | FG | Saf | Totale |
| ---------- | ----- | ------- | ------- | ------ | -------- | -------- | ------ | --- | --- | -- | --- | ------ |
| Kondjukov  |       | 3+2     | 3+3     | 0      | 0        | 0        | 0      | 0   | 2   | 0  | 0   | 70     |
| Injutkin   |       | 0       | 4       | 0      | 0        | 0        | 0      | 0   | 1   | 0  | 0   | 26     |
| Ivanov     |       | 1+1     | 2       | 0      | 0        | 0        | 0      | 0   | 0   | 0  | 0   | 24     |
| Tiškin     |       | 3+1     | 0       | 0      | 0        | 0        | 0      | 0   | 0   | 0  | 0   | 24     |
| V. Borisov |       | 1+1     | 0       | 0      | 0        | 0        | 0      | 0   | 0   | 0  | 0   | 12     |
| Kornev     |       | 1       | 0       | 0      | 0        | 0        | 0      | 0   | 1   | 0  | 0   | 8      |
| Plotnikov  |       | 0       | 1       | 0      | 0        | 0        | 0      | 0   | 0   | 0  | 0   | 6      |
| Voronov    |       | 0       | 0       | 0      | 0        | 0        | 0      | 3+1 | 1   | 0  | 0   | 6      |
| Galov      |       | 0       | 0       | 0      | 0        | 0        | 0      | 0   | 0   | 0  | 2   | 4      |
| Lobanov    |       | 0       | 0       | 0      | 0        | 0        | 0      | 0   | 1+1 | 0  | 0   | 4      |
| Burkin     |       | 0       | 0       | 0      | 0        | 0        | 0      | 0   | 1   | 0  | 0   | 2      |